# Adam McKay
Adam McKay (n. 17 aprilie 1968, Denver, Colorado) este un regizor american, producător de film, scenarist, comic și actor.
McKay a lucrat ca scenarist la serialul NBC Saturday Night Live timp de două sezoane. A regizat filmele Un știrist legendar (2004), Talladega Nights: The Ballad of Ricky Bobby (2006), Frați vitregi (2008), Agenții de rezervă (2010), Un știrist legendar 2 (2013) și  Brokerii apocalipsei (2015). Brokerii apocalipsei este primul film al lui McKay în care nu joacă actorul Will Ferrell.

## Filmografie

### Televiziune
| An           | Titlu                                    | Ca      | Ca         | Ca        | Ca    |  |
| An           | Titlu                                    | Regizor | Producător | Scenarist | Actor |  |
| ------------ | ---------------------------------------- | ------- | ---------- | --------- | ----- |  |
| 1995–2001    | Saturday Night Live                      | Da      |            | Da        | Da    |  |
| 2007         | Human Giant                              |         |            |           | Da    |  |
| 2009-2013    | Eastbound & Down                         | Da      | Da         |           |       |  |
| 2010         | Big Lake                                 |         | Da         |           |       |  |
| 2010-2011    | Funny or Die Presents                    | Da      | Da         | Da        |       |  |
| 2013         | Lifecasters                              | Da      |            |           |       |  |
| 2013–2015    | Drunk History                            |         | Da         |           |       |  |
| 2014         | The Spoils of Babylon                    |         | Da         |           |       |  |
| 2014–2015    | Bad Judge                                |         | Da         |           |       |  |
| 2015         | The Spoils Before Dying                  |         | Da         |           |       |  |
| 2015         | A Deadly Adoption                        |         | Da         |           |       |  |
| 2015–2017    | The Chris Gethard Show                   |         | Da         |           |       |  |
| 2017–2018    | I Love You, America with Sarah Silverman |         | Da         |           |       |  |
| 2017–2019    | I'm sorry                                |         | Da         |           |       |  |
| 2017–Prezent | No Activity                              |         | Da         |           |       |  |
| 2018         | LA to Vegas                              |         | Da         |           |       |  |
| 2018–Prezent | Succession                               | Da      | Da         |           |       |  |
| 2019         | Live in Front of a Studio Audience       |         | Da         |           |       |  |
| 2019-Prezent | Dead to Me                               |         | Da         |           |       |  |
| 2020         | Robbie                                   |         | Da         |           |       |  |
| 2020-Prezent | Motherland: Fort Salem                   |         | Da         |           |       |  |
| 2021         | Q: Into the Storm                        |         | Da         |           |       |  |
| 2022         | Winning Time                             | Da      | Da         |           |       |  |

### Film
| An   | Titlu                                       | Ca      | Ca         | Ca        | Ca    | Notee |
| An   | Titlu                                       | Regizor | Producător | Scenarist | Actor | Notee |
| ---- | ------------------------------------------- | ------- | ---------- | --------- | ----- | --- |
| 2002 | God Hates Cartoons                          |         |            |           | Da    | Rol: Unchiul Gabby |
| 2003 | Pushing Tom                                 |         |            |           | Da    | Rol: The Boss |
| 2003 | Felicia and the Great Quebec                |         |            |           | Da    | Role: Big Dick Cash |
| 2004 | Anchorman: The Legend of Ron Burgundy       | Da      |            | Da        | Da    | Rol: Custode |
| 2004 | Wake Up, Ron Burgundy: The Lost Movie       | Da      |            | Da        | Da    | Rol: Custode |
| 2006 | Talladega Nights: The Ballad of Ricky Bobby | Da      | Da         | Da        | Da    | Rol: Terry Cheveaux |
| 2008 | Step Brothers                               | Da      | Da         | Da        | Da    | Rol: Om fără ochelari |
| 2009 | Land of the Lost                            |         | Da         |           |       | |
| 2009 | The Goods: Live Hard, Sell Hard             |         | Da         |           |       | |
| 2010 | The Other Guys                              | Da      | Da         | Da        | Da    | Rol: Dirty Mike |
| 2010 | The Virginity Hit                           |         | Da         |           |       | |
| 2011 | Casa de Mi Padre                            |         | Da         |           |       | |
| 2012 | Bachelorette                                |         | Da         |           |       | |
| 2012 | Tim and Eric's Billion Dollar Movie         |         | Da         |           |       | |
| 2012 | The Campaign                                |         | Da         | Da        |       | scriitor poveste |
| 2013 | Hansel & Gretel: Witch Hunters              |         | Da         |           |       | |
| 2013 | Anchorman 2: The Legend Continues           | Da      |            | Da        |       | |
| 2014 | The Spoils of Babylon                       |         | Da         |           |       | |
| 2014 | Tammy                                       |         | Da         |           |       | |
| 2014 | Welcome to Me                               |         | Da         |           |       | |
| 2015 | Sleeping with Other People                  |         | Da         |           |       | |
| 2015 | Get Hard                                    |         | Da         | Da        |       | scriitor poveste |
| 2015 | A Deadly Adoption                           |         | Da         |           |       | |
| 2015 | Ant-Man                                     |         |            | Da        |       | |
| 2015 | The Big Short                               | Da      |            | Da        |       | Academy Award for Best Adapted Screenplay BAFTA Award for Best Adapted Screenplay Critics' Choice Movie Award for Best Adapted Screenplay USC Scripter Award for Best Adapted Screenplay Writers Guild of America Award for Best Adapted Screenplay Nominalizare—Academy Award for Best Director Nominated—BAFTA Award for Best Direction Nominalizare—Directors Guild of America Award for Outstanding Directing – Feature Film Nominalizare—Golden Globe Award for Best Screenplay |
| 2015 | Daddy's Home                                |         | Da         |           |       | |
| 2016 | The Boss                                    |         | Da         |           |       | |
| 2016 | Grimsby                                     |         | Da         |           |       | |
| 2017 | The House                                   |         | Da         |           |       | |
| 2017 | Oh Lucy!                                    |         | Da         |           |       | |
| 2017 | Daddy's Home 2                              |         | Da         |           |       | |
| 2018 | Vice                                        | Da      | Da         | Da        |       | Nominalizare—Academy Award for Best Director Nominalizare —Academy Award for Best Picture Nominalizare—Academy Award for Best Original Screenplay |
| 2018 | Ibiza                                       |         | Da         |           |       | |
| 2018 | Holmes & Watson                             |         | Da         |           |       | |
| 2019 | Hustlers                                    |         | Da         |           |       | |
| 2019 | Booksmart                                   |         | Da         |           |       | |
| 2021 | Don't Look Up                               | Da      | Da         | Da        |       | |
| 2021 | Barb and Star Go to Vista Del Mar           |         | Da         |           |       | |
| 2022 | Fresh                                       |         | Da         |           |       | |

### Scurtmetraje
| An   | Titlu                                          | Ca      | Ca         | Ca        | Ca    | Note               |
| An   | Titlu                                          | Regizor | Producător | Scenarist | Actor | Note               |
| ---- | ---------------------------------------------- | ------- | ---------- | --------- | ----- | ------------------ |
| 2007 | The Procedure                                  | Da      | Da         | Da        |       |                    |
| 2007 | The Landlord                                   | Da      | Da         | Da        | Da    | Rol: Prieten       |
| 2007 | Good Cop, Baby Cop                             | Da      | Da         | Da        | Da    | Rol: Polițist      |
| 2008 | Green Team                                     | Da      | Da         | Da        | Da    | Rol: Erin Gossamer |
| 2008 | Paris Hilton Responds to McCain Ad             |         |            | Da        |       |                    |
| 2008 | Ron Howard's Call to Action                    |         |            | Da        |       |                    |
| 2010 | Presidential Reunion                           |         |            | Da        |       |                    |
| 2010 | Will Ferrell's NYPD Recruitment Video          |         |            | Da        |       |                    |
| 2011 | A Public Statement from Anthony Weiner's Penis |         |            | Da        |       |                    |
| 2014 | COPS: Ferguson                                 |         |            | Da        |       |                    |
| 2015 | Mexican Donald Trump                           |         |            | Da        |       |                    |